# 北千束
北千束（きたせんぞく）は、東京都大田区にある町。現行行政地名は北千束一丁目から北千束三丁目。住居表示実施済区域。

## 地理
東京都大田区の最北部に位置する。北部は目黒区南に接する。東部は概ね環七通り（東京都道318号環状七号線）を境にして目黒区洗足・品川区旗の台に接する。南部は大田区南千束に接する。西部は目黒区大岡山に接する。南西端はわずかに大田区石川町にも接する。
地内を東急目黒線と東急大井町線が通っており、地域内に大岡山駅と北千束駅がある。また東端付近を環七通りが横断している。駅周辺に商店などが見られるほかは、多くは住宅地となっている。

### 地価
住宅地の地価は、2025年（令和7年）1月1日の公示地価によれば、北千束2-25-5の地点で72万9000円/m2となっている。

## 歴史

### 地名の由来
大田区北千束の地名の由来は、中世のこの辺り一帯の地名「荏原郡千束郷」による。
この郷名「千束」については、千束分の稲が貢祖から免ぜられていたところから付けられたというのが定説とされ、その免祖の理由としては、この地にある大池（現在の洗足池）が水源地として灌漑に利用されていたから、あるいは、千人の僧を招いて供養を営む「千僧供養」の費用に当てる免田であったからという説がある。また他説として、池の水を利用してつくった稲を税金として千束納めていたから、取れる稲の総量が千束であったからとする説もある。

## 世帯数と人口
2024年（令和6年）4月1日現在（東京都発表）の世帯数と人口は以下の通りである。
| 丁目         | 世帯数    | 人口     |
| ------------ | --------- | -------- |
| 北千束一丁目 | 2,905世帯 | 4,834人  |
| 北千束二丁目 | 2,775世帯 | 4,672人  |
| 北千束三丁目 | 1,959世帯 | 3,352人  |
| 計           | 7,639世帯 | 12,858人 |

### 人口の変遷
国勢調査による人口の推移。
| 年                 | 人口   |
| ------------------ | ------ |
| 1995年（平成7年）  | 11,602 |
| 2000年（平成12年） | 11,655 |
| 2005年（平成17年） | 11,913 |
| 2010年（平成22年） | 12,449 |
| 2015年（平成27年） | 12,967 |
| 2020年（令和2年）  | 13,572 |

### 世帯数の変遷
国勢調査による世帯数の推移。
| 年                 | 世帯数 |
| ------------------ | ------ |
| 1995年（平成7年）  | 5,706  |
| 2000年（平成12年） | 6,052  |
| 2005年（平成17年） | 6,443  |
| 2010年（平成22年） | 7,031  |
| 2015年（平成27年） | 7,357  |
| 2020年（令和2年）  | 7,827  |

## 学区
区立小・中学校に通う場合、学区は以下の通りとなる（2023年4月時点）。
| 丁目         | 番地                | 小学校               | 中学校                 |
| ------------ | ------------------- | -------------------- | ---------------------- |
| 北千束一丁目 | 全域                | 大田区立清水窪小学校 | 大田区立大森第六中学校 |
| 北千束二丁目 | 46〜49番            | 大田区立清水窪小学校 | 大田区立大森第六中学校 |
| 北千束二丁目 | その他              | 大田区立赤松小学校   | 大田区立大森第六中学校 |
| 北千束三丁目 | 3〜8番              | 大田区立赤松小学校   | 大田区立大森第六中学校 |
| 北千束三丁目 | 1〜2番 9〜15番 27番 | 大田区立清水窪小学校 | 大田区立大森第六中学校 |
| 北千束三丁目 | その他              | 大田区立清水窪小学校 | 大田区立石川台中学校   |

## 事業所
2021年（令和3年）現在の経済センサス調査による事業所数と従業員数は以下の通りである。
| 丁目         | 事業所数  | 従業員数 |
| ------------ | --------- | -------- |
| 北千束一丁目 | 276事業所 | 2,444人  |
| 北千束二丁目 | 130事業所 | 2,228人  |
| 北千束三丁目 | 155事業所 | 1,578人  |
| 計           | 561事業所 | 6,250人  |

### 事業者数の変遷
経済センサスによる事業所数の推移。
| 年                 | 事業者数 |
| ------------------ | -------- |
| 2016年（平成28年） | 568      |
| 2021年（令和3年）  | 561      |

### 従業員数の変遷
経済センサスによる従業員数の推移。
| 年                 | 従業員数 |
| ------------------ | -------- |
| 2016年（平成28年） | 5,130    |
| 2021年（令和3年）  | 6,250    |

## 交通
鉄道駅として、西辺の目黒区大岡山との境界付近に東急目黒線・東急大井町線大岡山駅が置かれている。大岡山は目黒区の地名であるが、所在地は北千束三丁目である。東部には東急大井町線北千束駅があり、東側ではこちらが主に利用される。また、北東方向にある東急目黒線洗足駅も利用可能である。他に環七通りを走るバス路線も利用される。

## 施設
- 清水窪弁財天[19]（境内の池は洗足池の水源のひとつになっている）
- 東急病院
- 昭和大学歯学部

## 出身・ゆかりのある人物
- 細川政之助（弁理士、細川特許事務所長）

## その他

### 日本郵便
- 郵便番号 : 145-0062[2]（集配局 : 田園調布郵便局[20]）。